# João Francisco Lisboa
João Francisco Lisboa (Pirapemas, 22 de março de 1812 — Lisboa, 26 de abril de 1863) foi um político, historiador, jornalista e escritor brasileiro, a quem a Academia Brasileira de Letras conferiu o patronato da cadeira 18.

## Origens e Primeiros Anos
João Francisco Lisboa nasceu em 22 de março de 1812, no município de Pirapemas, então província do Maranhão, Brasila. Era o primogênito de João Francisco de Melo Lisboa e Gerardes Rita Gonçalves Nina. Ainda criança, mudou-se para a capital São Luís, onde recebeu as primeiras letras e viveu até cerca de 1823, aos 11 anos de idade. Nessa idade retornou a Pirapemas e lá permaneceu na propriedade da família até os 14 anos. Em 1826, com o falecimento de seu pai, João Francisco – então adolescente – foi enviado de volta a São Luís para buscar sustento. Entre 1827 e 1829 trabalhou como caixeiro (balconista) na casa comercial do negociante Francisco Marques Rodrigues. Essa experiência no comércio durou cerca de dois anos, após os quais Lisboa decidiu abandonar a ocupação mercantil para dedicar-se inteiramente aos estudos e à vida intelectual.

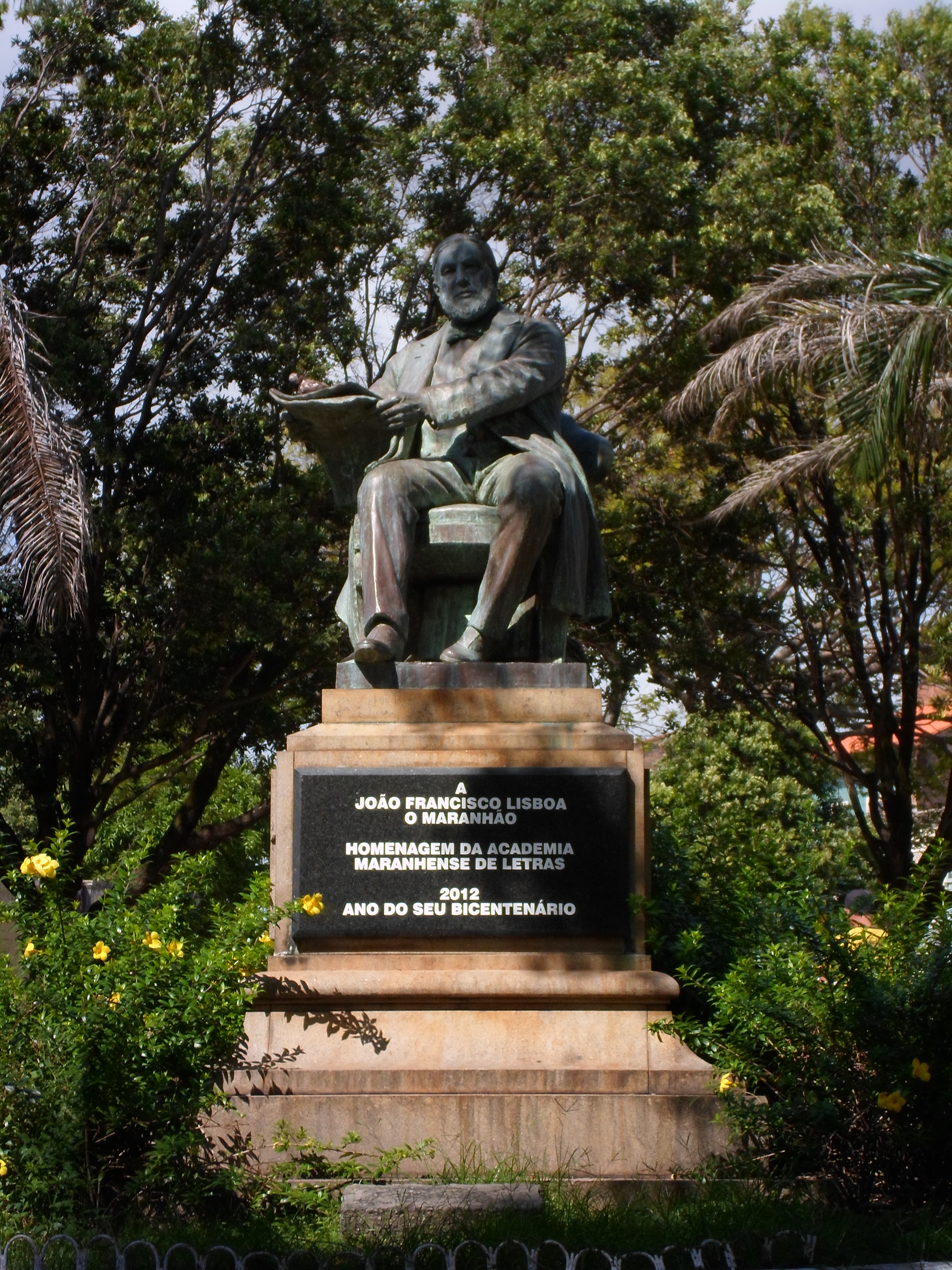
Jean Magrou, Monumento em homenagem a João Lisboa em São Luís do Maranhão|São Luís (1918), localizado na Praça João Lisboa.

## Formação Educacional e Intelectual
Sem ensino formal avançado disponível localmente, João Francisco Lisboa foi essencialmente um autodidata orientado por alguns mestres particulares renomados em São Luís. Dentre seus tutores destacou-se o professor de latim Francisco Sotero dos Reis, importante erudito maranhense. Sob a orientação de Sotero dos Reis, Lisboa aprofundou conhecimentos em línguas clássicas e literatura, base fundamental da educação da elite intelectual da época. Mais tarde, diferenças de opinião política afastariam mestre e discípulo, tornando-os adversários ferrenhos na cena intelectual local. Anos depois, Sotero dos Reis chegou a vangloriar-se de haver contribuído para a educação de João Lisboa, ao que este retrucaria com críticas severas a algumas posições do antigo mentora. Essa educação essencialmente humanística, centrada nos clássicos e na retórica, inseriu Lisboa no clima cultural efervescente de São Luís dos anos 1830. A capital maranhense vivia então intensa atividade literária e jornalística, ganhando de cronistas o epíteto de “Atenas Brasileira” pelo cultivo do estilo clássico e do rigor gramatical na língua vernácula. Nesse ambiente de debates e jornais, formaram-se muitos dos talentos que seriam contemporâneos de João Lisboa – entre eles Odorico Mendes, Gonçalves Dias, Joaquim Serra, Cândido Mendes de Almeida, Sotero dos Reis e outros nomes de relevo regional. Essa convivência intelectual moldou a visão de mundo de João Francisco Lisboa, fortalecendo seu pendor liberal e sua vocação para as letras e a oratória.

## Trajetória Profissional
A carreira de João Francisco Lisboa desenvolveu-se em dois eixos principais: o jornalismo/política e a pesquisa histórica. Sua estreia jornalística ocorreu muito cedo, em plena adolescência. Em 1830, São Luís foi abalada por agitações políticas (como a revolta da Setembrada em 1831) e intensa movimentação de ideias nos periódicos locais. Inserido nesse cenário, João Lisboa fundou em 1832, aos 20 anos, o seu primeiro jornal, intitulado O Brasileiro. O objetivo desse periódico era dar continuidade à linha editorial liberal e reformista do Farol Maranhense, jornal que havia sido recentemente suspenso pelas autoridades e que era dirigido por José Cândido de Morais. O Brasileiro funcionou, portanto, como uma tribuna de doutrinação liberal, mas sua publicação foi curta: acabou interrompida pela morte de José Cândido de Morais, importante mentor do projeto, no mesmo ano. Em seguida, João Lisboa reativou o próprio Farol Maranhense, assumindo sua direção e mantendo-o em circulação por aproximadamente dois anos (1833-1834). Posteriormente, de 1834 a 1836, dirigiu outro jornal de tendência progressista, o Eco do Norte, que igualmente acabou retirado de circulação pelas pressões políticas da época. Essa primeira fase jornalística de João Lisboa, conforme destaca seu biógrafo Antônio Henriques Leal, caracterizou-se pelo ímpeto combativo e liberal, mas foi truncada pela repressão e instabilidade política.
Em meados da década de 1830, Lisboa temporariamente se afastou da imprensa para ocupar cargos públicos. Foi nomeado secretário do governo provincial do Maranhão, função administrativa que exerceu durante três anos. Em seguida, ingressou formalmente na política representativa, elegendo-se deputado provincial por duas legislaturas consecutivas na Assembleia Legislativa do Maranhão. Casou-se nesse ínterim, em 20 de novembro de 1834, com D. Violante Luísa da Cunha, sobrinha do Visconde de Alcântara. O casal não teve filhos naturais, porém adotou duas meninas da família Cunha – filhas de Olegário José da Cunha, tio de Violante. Uma das filhas adotivas faleceu ainda criança; a segunda, Maria Lisboa da Cunha (mais tarde conhecida como Maria Lisboa Airlie), sobreviveu aos pais e esteve presente em homenagens póstumas a João Lisboa décadas depois.
Em 1838, João Lisboa retornou à atividade jornalística em um momento crítico da história maranhense. A província vivia os estertores da Revolta da Balaiada (1838-1841), conflito social e regional de grande envergadura. Nesse ano, Lisboa assumiu a direção de um novo periódico combativo, a Crônica Maranhense. O jornal, alinhado ao Partido Liberal, tinha caráter de trincheira política, narrando e defendendo em tempo real a causa liberal durante os agitados anos finais da Regência. Sob sua pena, a Crônica Maranhense relatou as lutas e disputas locais de forma contundente, o que a tornou alvo de pressões: o jornal deixou de circular em dezembro de 1840. Nesse período, Lisboa destacou-se como orador e polemista, atuando tanto na imprensa quanto na tribuna parlamentar para advogar por liberdades civis e pelos interesses do povo maranhense. Sua postura franca e oposicionista rendeu-lhe inimigos: foi acusado – injustamente, segundo os registros – de envolvimento como instigador na Balaiada, acusação esta politicamente motivada e sem provas concretas. O clima adverso levou-o a se afastar temporariamente da vida política ativa no início da década de 1840, dedicando-se então à advocacia (atuando como rábula, advogado provisionado sem diploma formal) e aos estudos literários.
Recuperado o equilíbrio político com a maioridade de D. Pedro II em 1840, João Lisboa voltou a participar da vida pública provincial. Em 1847, recusou um convite de correligionários liberais para candidatar-se a deputado geral (isto é, à Câmara dos Deputados no Rio de Janeiro). Preferiu manter sua atuação focada no Maranhão. Acabou aceitando retornar à Assembleia Provincial, elegendo-se novamente deputado provincial no pleito de 1848. Assim, Lisboa continuou presente na política local, porém mantendo também intensa produção intelectual, que passaria a ocupar papel central a partir da década de 1850.
João Lisboa retomou o jornalismo em 1838 durante a Revolta da Balaiada, dirigindo a Crônica Maranhense, jornal liberal que defendia causas progressistas no Maranhão. Sua atuação combativa como editor e orador lhe rendeu inimigos políticos, sendo injustamente acusado de participar da Balaiada. O jornal foi fechado em 1840 devido às pressões.
Com a estabilização política após a maioridade de D. Pedro II, João Lisboa voltou à vida pública. Em 1847, recusou candidatar-se a deputado federal, preferindo atuar localmente. Foi reeleito deputado provincial em 1848, mantendo-se ativo na política maranhense enquanto desenvolvia uma intensa produção intelectual que ganharia destaque na década de 1850.
Durante o período de afastamento no início dos anos 1840, dedicou-se à advocacia (como rábula) e aos estudos literários.

## Produção Intelectual, Artística e Científica
A faceta mais notória de João Francisco Lisboa é a de escritor e historiador, campos em que sua produção deixou obras de grande importância para a literatura brasileira do século XIX. Seu trabalho mais celebrado é o Jornal de Timon, uma série de ensaios e folhetins críticos de cunho histórico e político. O Jornal de Timon foi lançado em São Luís a 25 de junho de 1852, quando saiu o primeiro número, um fascículo de aproximadamente cem páginas inteiramente escrito por João Lisboa. Tratava-se de uma publicação periódica, embora atípica: não um jornal diário, mas sim uma revista/libelo editada pelo próprio autor com análises aprofundadas. Os cinco primeiros números do Jornal de Timon circularam mensalmente em 1852. Após uma breve interrupção, em 1854 Lisboa publicou de uma vez, encadernados em volume, os números 6 a 10 (num total de 416 páginas). A série prosseguiu com mais duas edições: os fascículos 11 e 12 foram lançados em março de 1858, quando João Lisboa já residia temporariamente em Lisboa, Portugal. No conjunto, Jornal de Timon perfaz 12 números (reunidos posteriormente em dois volumes). A obra apresenta reflexões mordazes e eruditas sobre a política do Império, a história do Maranhão e do Brasil, além de críticas a personagens influentes. Notavelmente, João Lisboa utilizou o Jornal de Timon para questionar a obra de Francisco Adolfo de Varnhagen – historiador oficial do Império e autor da História Geral do Brasil. Lisboa criticou duramente o método historiográfico de Varnhagen, o que gerou uma polêmica pública: em Lisboa (Portugal) circulou um panfleto anônimo intitulado Diatribe contra a timonice, assinado sob o pseudônimo “Erasmo” pelo cunhado de Varnhagen, Frederico Augusto Pereira de Morais. O próprio Varnhagen replicou às críticas publicando o opúsculo Os índios bravos e o senhor Lisboa (Lima, 1867), onde defende suas posições e ataca as de João Lisboa. Essa controvérsia literária demonstra o alcance e ousadia intelectual do Jornal de Timon, que abordou temas sensíveis (como o papel dos indígenas na História do Brasil) e confrontou visões historiográficas consagradas. A recepção ao Jornal de Timon entre os pares ilustrados foi bastante positiva: críticos como José Veríssimo, Sílvio Romero e Ronald de Carvalho exaltaram a obra pela originalidade e vigor da prosal. José Veríssimo, em especial, elogiou-o como “merecedor dos maiores elogios dos mais abalizados críticos” e ressaltou a potência da escrita de João Lisboa.
Outra contribuição relevante de João Francisco Lisboa é sua pesquisa sobre o padre Antônio Vieira, figura ícone do barroco luso-brasileiro. Durante sua permanência em Portugal, João Lisboa pesquisou a vida do padre Antônio Vieira para escrever uma biografia abrangente. Reuniu documentos e redigiu parte da obra Vida do Padre Antônio Vieira, mas não conseguiu concluí-la devido à morte prematura. O trabalho inacabado foi publicado postumamente em 1864-65, revelando documentos e cartas inéditas de Antônio Vieira e demonstrando a capacidade de João Lisboa como historiador de arquivo.
A escolha do tema refletia sua admiração pela eloquência de Antônio Vieira e suas posições humanistas, especialmente na defesa dos indígenas e crítica à escravidão - causas que ecoavam as próprias preocupações sociais de Lisboa. Além das obras maiores, João Lisboa produziu numerosos artigos, panfletos e discursos. Seus textos jornalísticos dos anos 1830-40, originalmente dispersos em vários periódicos, foram posteriormente compilados, com destaque para a publicação de 1969 que resgatou material da Crônica Maranhense. Sua obra completa, caracterizada pelo estilo clássico, linguagem precisa e tom crítico, abrange tanto textos políticos quanto estudos históricos. A produção intelectual de Lisboa permanece relevante, sendo objeto de estudos acadêmicos e reedições, consolidando seu lugar no cânone intelectual brasileiro.

## Vida Pessoal e Características
João Francisco Lisboa foi descrito como homem de hábitos simples, mas dotado de intelecto vigoroso e personalidade firme. Casou-se aos 22 anos com Violante Luísa da Cunha, sobrinha do Visconde de Alcântara, integrando uma tradicional família maranhense da elite política. O casal fixou residência em São Luís e não teve filhos biológicos, mas adotou duas meninas órfãs da família Cunha. Uma faleceu ainda criança; a segunda, Maria Lisboa, foi criada como filha e manteve vivo o nome da família até o início do século XX.
Como intelectual da geração que deu a São Luís o título de "Atenas Brasileira", Lisboa cultivava estilo clássico e erudição, apreciando a pureza gramatical e referências à Antiguidade. Seus textos revelavam espírito combativo e crítico aguçado, não hesitando em sustentar polêmicas apaixonadas em defesa de suas ideias liberais. Essa característica lhe valeu o epíteto de "Timon maranhense", em alusão ao seu pseudônimo no Jornal de Timon. Era respeitado como orador eloquente no parlamento provincial, admirado pela clareza e contundência dos discursos defendendo a liberdade. Mesmo enfrentando perseguições políticas, agia com coragem moral e coerência, preferindo afastar-se momentaneamente da política a comprometer seus princípios.

## Últimos anos e Falecimento
Em 1855, João Lisboa transferiu-se para o Rio de Janeiro e depois para Lisboa, Portugal, incumbido oficialmente pelo governo imperial de pesquisar documentos históricos relativos ao Brasil colonial. Aos 43 anos, embarcou com a família para a capital portuguesa, onde se estabeleceu temporariamente. Imergiu no trabalho de garimpo histórico, frequentando bibliotecas e arquivos, copiando manuscritos valiosos para a historiografia brasileira. Simultaneamente, aprofundou estudos sobre o padre Antônio Vieira, resultando no esboço de uma biografia inacabada.
Entre 1856 e 1858, concluiu os últimos fascículos do Jornal de Timon, publicados em Lisboa, e colaborou com a Revista Contemporânea de Portugal e Brasil. Em 1859, pressentindo o declínio da saúde, fez viagem de despedida ao Maranhão, permanecendo alguns meses antes de retornar à Europa. Sua condição de saúde piorou sensivelmente, mas continuou trabalhando até onde pôde. João Francisco Lisboa faleceu na madrugada de 26 de abril de 1863, aos 51 anos, em Lisboa.

## Legado e Impacto
João Francisco Lisboa é reconhecido como grande nome da historiografia e ensaísmo político do Brasil Imperial. No campo literário, deixou modelo de prosa combativa e elegante, combinando erudição clássica com crítica social aguda. O Jornal de Timon é citado como obra-prima do ensaio político em língua portuguesa do século XIX, influenciando escritores e jornalistas subsequentes.
Na historiografia, ocupou lugar de precursor de abordagens mais críticas e locais da história brasileira. Diferentemente de Varnhagen, voltou seu olhar para a história provincial e política contemporânea, adotando uma história do presente. Capistrano de Abreu o destacou como pioneiro da história sob perspectiva das comunidades locais, incluindo-o entre os maiores historiadores do século XIX.
No Maranhão, integra o panteão dos "grandes maranhenses" que fizeram São Luís ser chamada "Athenas Brasileira". É patrono da Academia Maranhense de Letras, possui estátua monumental na praça que leva seu nome, e inspirou o nome da cidade de Timon. Nacionalmente, é patrono da Academia Brasileira de Letras, com José Veríssimo ressaltando a qualidade superior de sua escrita.
Seu legado sintetiza-se em três dimensões: intelectual (influência de seus escritos sobre liberdade, história e política), cívico-memorial (homenagens em estátuas e instituições), e bibliográfico (obras reeditadas e estudadas academicamente). João Francisco Lisboa permanece figura de convergência entre passado e presente, oferecendo perspectivas críticas sobre a formação histórica e cultural do Brasil.

## Obra Completa
Principais obras publicadas por João Francisco Lisboa:
- O Brasileiro (1832) – Jornal fundado e redigido por Lisboa em São Luís, de orientação liberal, criado para continuar a linha do Farol Maranhense. Teve circulação breve, interrompida em 1833 após a morte de José Cândido de Morais.
- Farol Maranhense (1833–1834) – Jornal reeditado e dirigido por Lisboa, retomando o título anterior de José Cândido de Morais. Sob sua direção por dois anos, foi um órgão de crítica política até ser fechado por pressões do governo provincial.
- Eco do Norte (1835–1836) – Periódico político dirigido por João Lisboa após o Farol. Também de viés liberal, teve existência curta, retirado de circulação possivelmente por questões políticas.
- Crônica Maranhense (1838–1840) – Jornal de linha combativa, dirigido por Lisboa durante a fase aguda da Balaiada. Criado para defender o Partido Liberal, reproduziu a “história viva” das lutas políticas daquele período. Deixou de circular em dezembro de 1840. (Compilação parcial publicada pelo Museu Histórico Nacional em 2 vols., 1969)
- Jornal de Timon (1852–1858) – Série de 12 fascículos ensaísticos escritos integralmente por João Lisboa. Os 5 primeiros números (1852) saíram mensalmente; os números 6–10 foram publicados em 1854; e os dois últimos (nº 11 e 12) saíram em março de 1858, já em Lisboa. Conjunto de crítica histórico-política, notável por seu estilo satírico e erudito. Posteriormente reunido em volumes (2 tomos, 1852-54). É considerada a obra-prima do autor.[4]
- Vida do Padre Antônio Vieira (inacabada, escrita c.1856–1863) – Biografia que João Lisboa pesquisou e começou a redigir sobre o famoso jesuíta luso-brasileiro Antônio Vieira. Ficou incompleta devido à morte do autor em 1863. Trechos e notas da obra foram publicados postumamente em 1865 (integrando o vol. 4 das Obras completas de J. Lisboa). Edições posteriores: 5ª ed. Rio de Janeiro, 1891.
- Obras de João Francisco Lisboa, natural do Maranhão (1864–1865) – Coletânea póstuma em 4 volumes, organizada por Antônio Henriques Leal e Luiz Carlos Pereira de Castro. Inclui Jornal de Timon, a biografia inacabada de Vieira, artigos de jornais, discursos e uma “Notícia acerca da vida e obras” escrita por Henriques Leal. Publicada em São Luís (Tip. B. de Mattos). É a fonte primária mais abrangente sobre sua produção.
- Obras Escolhidas de João Francisco Lisboa (1946) – Seleção de textos do autor, organizada pelo historiador Otávio Tarquínio de Sousa. Publicada em 2 volumes (Rio de Janeiro: Livraria José Olympio, 1946) contendo os trechos mais significativos de sua obra jornalística e histórica.
- Edições Modernas: Jornal de Timon: partidos e eleições no Maranhão (São Paulo: Companhia das Letras, 1995) – edição comentada com introdução de José Murilo de Carvalho; João Francisco Lisboa: o Timon maranhense (Brasília: Senado Federal, 2012) – reedição do estudo biográfico de Arnaldo Niskier, pelo bicentenário do autor.

## O "Jornal de Timon" na trajetória de João Francisco Lisboa
O Jornal de Timon, publicado originalmente entre 1852 e 1858, representa o ponto culminante da maturidade intelectual de João Francisco Lisboa. Mais do que um periódico convencional, tratava-se de um veículo de crítica histórica e política com estrutura ensaística, composto por doze fascículos e organizado sob um espírito deliberadamente livre 
“Tractaremos cada assumpto separadamente, saltando de umas para outras epochas, conforme as notícias que se nos proporcionarem”.

(p.25)
Segundo Antonio Henriques Leal, responsável pela edição póstuma do volume II das Obras de João Francisco Lisboa, que reúne o Jornal de Timon, o projeto intelectual de João Lisboa não era o de construir uma história completa ou cronológica, mas sim acrescentar alguma fatos aos apontamentos soltos que da história do Maranhão.
A obra adota o pseudônimo “Timon”, em alusão ao personagem da Antiguidade grega conhecido por seu ceticismo. De acordo com Henriques Leal, essa escolha expressa o tom e a orientação da escrita. Era sob essa máscara que João Lisboa realizava suas análises mais contundentes e oferecia uma leitura crítica da história do Maranhão e das instituições imperiais brasileiras.

O Jornal de Timon é atravessado por um olhar atento às fontes documentais e à responsabilidade do historiador. João Lisboa não hesitava em confrontar os grandes cronistas maranhenses do passado. Sobre Bernardo de Berredo, por exemplo, reconhecia a intenção de exatidão, mas criticava o estilo: 
“parece que buscou sempre ser exacto... mas o estylo é tão pedantesco, e a narração tão minuciosa e diffusa, que nos afoga em torrente de palavras empoladas”. 

(p.11-12)
De Frei João dos Santos Gayoso, condenava especialmente a tentativa de justificar moralmente a escravidão: chamava de “audácia” o fato de justificar a escravidão dos indios e dos negros sob o pretexto de evangelização. 
Este auctor não brilha muito pela sua philosophia e amor da humanidade, pois aconselha, posto que a medo, ambiguamente, e apoiando-se no exemplo dos Romanos, o emprego de meios violentos, e até da escravidão, para acabar com os índios, a cujas excursões attribuia os poucos progressos da agricultura. A escravidão dos negros, essa é formalmente justificada. O seguinte período acerca dos antigos conquistadores portuguezes dará porventura uma cabal idéa dos seus sentimentos e principios: “Que direi eu do ardente zelo desses homens extraordinarios pela propagação do evangelho? Com a espada em uma mão e a bíblia em outra…”

(p.20-21)
E quanto a João Teixeira de Carvalho Lago, embora valorizasse o esforço estatístico, acusava-o de escrever num fluxo tão desordenado, tornando ilegível, que:
 “vinte paginas de um só jacto, sem dividir sequer as materias em paragraphos”

(p.23)
João Lisboa defende a valorização da história social e o estudo das transformações locais na formação da sociedade maranhense. Critica o enfoque limitado dos cronistas que escreviam 
“sómente de guerras estrangeiras ou tumultos civis” e desconsideravam “o envolvimento gradual da nossa civilisação colonial” 

(p. 22)
Também aborda a questão da escravidão indígena de modo crítico: 
“Sim, a escravidão dos indios foi um grande erro… convinha pois que alguem nos revelasse até que ponto este erro foi injusto e monstruoso” 

(p. 206–207)
Além de análises históricas, a obra traz reflexões de cunho político e moral. Ao comentar a retirada dos holandeses do Maranhão em 1644, João Lisboa descreve:
“começou — como havia começado — por um acto de má-fé e de perfidia” 

(p. 164)
O estilo adotado é caracterizado por Antonio Henriques Leal como direto e crítico, porém não malicioso. O editor destaca ainda que João Lisboa compôs o Jornal de Timon num contexto de afastamento da vida pública e sem apoio institucional

A recepção da obra, segundo o próprio Leal, não foi dirigida a um público erudito, mas ao 
“entreter da curiosidade actual dos nossos benignos leitores” 

(p. 26)
No entanto, o volume assumiu importância duradoura ao reunir os principais textos críticos de João Lisboa e representar o ápice de sua atividade intelectual. Nesse sentido, o Jornal de Timon consolidou-se como o testemunho historiográfico mais importante da obra de João Francisco Lisboa, além de uma referência central para o estudo da cultura política e histórica do Maranhão oitocentista.

## Cronologia Detalhada
- 1812 – Nascimento de João Francisco Lisboa em 22 de março, na vila de Pirapemas, Maranhão.
- c.1823 – Vai com a família para São Luís, onde inicia os estudos básicos (primeiras letras).
- 1826 – Falece seu pai, João Francisco de Melo Lisboa. No ano seguinte, João (14 anos) é enviado a São Luís para trabalhar.
- 1827–1829 – Trabalha como caixeiro (balconista) na loja de Francisco M. Rodrigues, em São Luís.
- 1830 – Deixa o comércio e passa a dedicar-se aos estudos com tutores particulares, incluindo Sotero dos Reis.
- 1831 – Ocorre a Setembrada (motim político em São Luís); contexto de agitação que influencia o jovem Lisboa.
- 1832 – Fundação do jornal O Brasileiro, primeiro periódico de João Lisboa, para continuar a doutrinação liberal após a suspensão do Farol Maranhense.
- 1833 – Morre José Cândido de Morais; O Brasileiro deixa de circular. João Lisboa assume a reedição do Farol Maranhense, dirigindo-o até 1834.
- 1834 – Encerra-se o Farol Maranhense sob sua direção. Em 20 de novembro, João Lisboa casa-se com Violante Luísa da Cunha. Assume também a direção do jornal Eco do Norte (1834-1836).
- 1836 – Eco do Norte é retirado de circulação, marcando o fim da primeira fase jornalística de Lisboa.
- 1837 – João Lisboa torna-se secretário do Governo Provincial do Maranhão (cargo que exercerá por 3 anos).
- 1838 – Eclode a Balaiada no Maranhão. Lisboa retorna ao jornalismo ativo, passando a dirigir a Crônica Maranhense. Suspeito de simpatizar com os revoltosos, é acusado injustamente de participação no movimento.
- 1840 – Crônica Maranhense deixa de circular em dezembro. Com a Maioridade de D. Pedro II, o clima político se estabiliza. Lisboa afasta-se temporariamente da vida pública, dedicando-se à advocacia e literatura.
- 1843 – (Provável ano da redação do ensaio Partidos e Eleições no Maranhão, análise de Lisboa sobre a política local, publicado depois no Jornal de Timon)
- 1847 – Recusa convite para candidatar-se a deputado geral (Câmara dos Deputados).
- 1848 – João Lisboa aceita concorrer à Assembleia Legislativa Provincial e é eleito deputado provincial pela chapa liberal.
- 1852 – Lança em 25 de junho o primeiro número do Jornal de Timon, iniciando a publicação dos fascículos mensais (1º a 5º).
- 1854 – Publica em volume único os fascículos 6º ao 10º do Jornal de Timon (416 páginas).
- 1855 – Transfere residência para o Rio de Janeiro e, pouco depois, viaja para Lisboa, Portugal, nomeado pelo Imperador para pesquisar documentos históricos brasileiros em arquivos portugueses.
- 1856–1857 – Em Lisboa, atua como pesquisador. Em 30 de abril de 1857, é eleito sócio correspondente da Academia de Ciências de Lisboa.
- 1858 – Publica em março, em Lisboa, os fascículos 11º e 12º do Jornal de Timon, concluindo a sériebiblioteca.ibge.gov.br. Circula anonimamente o panfleto Diatribe contra a timonice, atacando João Lisboa por suas críticas a Varnhagen.
- 1859 – Faz viagem de retorno ao Maranhão (junho a dezembro) para rever a terra natal e amigos. Retorna a Portugal no fim do ano.
- 1860–1862 – Continua pesquisas históricas e escreve partes da biografia de Padre Vieira. Saúde debilitando-se progressivamente.
- 1863 – Falecimento de João Francisco Lisboa em 26 de abril, de madrugada, em Lisboa, vítima de doença prolongada. Tinha 51 anos.
- 1864 – Em maio, seus restos mortais são trasladados para São Luís a pedido da esposa. Em São Luís, amigos iniciam esforços para publicação de suas obras completas.
- 1864–1865 – Publicação da coletânea Obras de João Francisco Lisboa em 4 volumes, incluindo texto biográfico de A. H. Leal.
- 1897 – Fundação da Academia Brasileira de Letras. João Lisboa é escolhido como Patrono da Cadeira nº 18 por indicação de José Veríssimo.
- 1911 – Lei estadual maranhense autoriza construção de um monumento a João Lisboa. Em 26 de abril, seus restos são transferidos para o Largo do Carmo, futuro local do monumentobiblioteca.ibge.gov.brbiblioteca.ibge.gov.br.
- 1912 – Centenário de nascimento de João Lisboa (22 de março). Homenagens na imprensa; monumento ainda em construção.
- 1914 – (Fevereiro) Fundação da Academia Maranhense de Letras, que tem João Lisboa como patrono de uma de suas cadeiras e zelará pelas comemorações de sua memória.
- 1918 – Inauguração, em 1º de janeiro, da estátua de João Lisboa na Praça João Lisboa (São Luís), com presença de autoridades e de sua filha adotiva.
- 1940 – (Década de 1940) Mudança do nome do município de Flores (MA) para Timon, em homenagem a João Francisco Lisboa e sua obra Jornal de Timon.
- 1958 – Criação oficial do município de João Lisboa (MA) – desmembrado de Imperatriz – batizado assim em tributo ao escritor.
- 1977 – Publicação do livro João Francisco Lisboa: jornalista e historiador por M. Lourdes Mônaco Janotti, estudo acadêmico pioneiro sobre ele.
- 1986 – ABL publica João Francisco Lisboa, o Timon maranhense de Arnaldo Niskier.
- 2012 – Comemoração do bicentenário de João Lisboa: Senado Federal lança reedição da biografia de Arnaldo Niskier, e eventos culturais no Maranhão celebram sua memória.

## Homenagens
Além do patronato na Academia, a cidade maranhense de João Lisboa foi assim batizada em sua memória. Na capital do estado uma praça tem seu nome, ornada por uma estátua representando-o, inaugurada em 1918.

## Academia Brasileira de Letras
É patrono da cadeira 18, por escolha de seu primeiro ocupante, José Veríssimo. Diversas publicações da academia relembram sua figura, como o primeiro volume do relançamento da “Coleção Afrânio Peixoto”, de 1986.

## Bibliogradia Adicional
- LEAL, Antônio Henriques. “Notícia acerca da vida e obras de João Francisco Lisboa.” Obras de João Francisco Lisboa, natural do Maranhão (Vol. 1). S. Luiz: B. de Mattos, 1865. – Biografia escrita por contemporâneo e amigo de João Lisboa, fundamental como fonte primária.
- Janotti, Maria de Lourdes Mônaco. João Francisco Lisboa: jornalista e historiador. São Paulo: Ática, 1977. – Monografia pioneira que analisa a trajetória e a produção de João Lisboa sob enfoque histórico (Coleção Ensaios, v.31).
- Niskier, Arnaldo. João Francisco Lisboa, o Timon maranhense. Rio de Janeiro: Academia Brasileira de Letras, 1986; reedição Brasília: Senado Federal, 2012. – Estudo biográfico e crítico por membro da ABL, abordando vida, obra e influência do autor (Edições do Senado Federal, v.182).
- Santos, Maria Rita. Uma leitura pragmática do “Jornal de Timon” de João Francisco Lisboa. São Luís: EDUFMA, 2000. – Livro resultante de tese de doutorado, examinando os aspectos linguísticos e pragmáticos dos textos de Lisboa no Jornal de Timon.
- SILVA, Alberto Marques da. “João Francisco Lisboa e a política maranhense do século XIX.” Revista do Instituto Histórico e Geográfico Brasileiro (RIHGB), Rio de Janeiro, n.º 403, 2002. – Artigo que contextualiza a atuação de Lisboa nos embates políticos regionais e suas contribuições na imprensa.
- BORRALHO, José H. de P. A Atenas Equinocial: a fundação de um Maranhão no Império brasileiro. Niterói: UFF, 2009. – Tese de doutorado que discute o ambiente intelectual maranhense oitocentista, incluindo a geração de João Lisboa e seus contemporâneos.
- CARVALHO, José Murilo de. “Lisboa e Timon: o drama dos liberais do Império.” Estudos Históricos (Rio de Janeiro), vol. 10, n.º 20, 1997. – Análise histórica do liberalismo maranhense tendo João Lisboa como figura central; versão similar ao texto introdutório de 1995.
- FERREIRA, Marcelo & VILLALTA, Luiz (orgs.). Intelectuais do Império: circulação de ideias e projetos de nação (1826-1870). Juiz de Fora: Ed. UFJF, 2011. – Coletânea de estudos onde João Lisboa é citado no contexto dos intelectuais regionais e sua influência nacional.
- Veríssimo, José. Histórias e Paisagens. Rio de Janeiro: H. Garnier, 1905. – Contém ensaio onde José Veríssimo comenta a literatura maranhense e exalta o estilo de João Francisco Lisboa, inclusive a célebre citação sobre ser “o mais poderoso escritor brasileiro”livraria.senado.leg.br.

- Pantheon Maranhense. Tomo IV. Lisboa: Imprensa Nacional, 1857. – Coletânea de biografias maranhenses publicada em Portugal; traz extensa biografia de João F. Lisboa escrita ainda em vida do autor (por A. H. Leal), documento de valor histórico citado pela ABL